# Exorista subnigra
Exorista subnigra là một loài ruồi trong họ Tachinidae.